# سينارة زمردية
سينارة زمردية (الاسم العلمي: Cinara smaragdina) هي نوع من الحشرات تتبع جنس السينارة من فصيلة المنية.